# Discografia di Ghali
La discografia di Ghali, rapper e cantautore italiano di origini tunisine, è costituita da quattro album in studio, una raccolta, trenta singoli e ventotto video musicali (inclusi quelli come artista ospite), pubblicati dal 2016.

## Album

### Album in studio
| Anno                                                          | Titolo | Classifiche | Classifiche | Classifiche | Certificazioni     |
| Anno                                                          | Titolo | ITA         | BEL (WA)    | SWI         | Certificazioni     |
| ------------------------------------------------------------- | --- | ----------- | ----------- | ----------- | ------------------ |
| 2017                                                          | Album - Pubblicato: 26 maggio 2017 - Etichetta: Sto - Formati: CD, LP, download digitale, streaming                             | 2           | 96          | 24          | - ITA: Platino (4) |
| 2020                                                          | DNA - Pubblicato: 21 febbraio 2020 - Etichetta: Sto, Warner Music Italy - Formati: CD, LP, download digitale, streaming         | 1           | —           | 19          | - ITA: Platino (3) |
| 2022                                                          | Sensazione ultra - Pubblicato: 20 maggio 2022 - Etichetta: Sto, Atlantic - Formati: CD, LP, download digitale, streaming        | 2           | —           | 67          | - ITA: Platino     |
| 2023                                                          | Pizza Kebab Vol. 1 - Pubblicazione: 1º dicembre 2023 - Etichetta: Sto, Atlantic - Formati: CD, LP, download digitale, streaming | 5           | —           | 66          | - ITA: Oro         |
| ""—" indica una pubblicazione non classificata in quel paese. | |             |             |             |                    |

### Raccolte
| Anno | Titolo | Classifiche | Certificazioni |
| Anno | Titolo | ITA         | Certificazioni |
| ---- | --- | ----------- | -------------- |
| 2017 | Lunga vita a Sto - Pubblicato: 24 novembre 2017 - Etichetta: Sto Records - Formati: CD, LP, download digitale, streaming | 97          | - ITA: Oro     |

## Singoli

### Come artista principale
| Anno                                                         | Titolo                                             | Classifiche | Classifiche | Certificazioni     | Album di provenienza |
| Anno                                                         | Titolo                                             | ITA         | SWI         | Certificazioni     | Album di provenienza |
| ------------------------------------------------------------ | -------------------------------------------------- | ----------- | ----------- | ------------------ | -------------------- |
| 2016                                                         | Ninna nanna                                        | 1           | —           | - ITA: Platino (4) | Album                |
| 2017                                                         | Pizza kebab                                        | 3           | —           | - ITA: Platino (2) | Album                |
| 2017                                                         | Happy Days                                         | 4           | —           | - ITA: Platino (4) | Album                |
| 2017                                                         | Habibi                                             | 7           | —           | - ITA: Platino (4) | Album                |
| 2018                                                         | Cara Italia                                        | 1           | 73          | - ITA: Platino (3) | /                    |
| 2018                                                         | Peace & Love (con Charlie Charles e Sfera Ebbasta) | 1           | 31          | - ITA: Platino (3) | /                    |
| 2018                                                         | Zingarello (con Sick Luke)                         | 4           | —           | - ITA: Oro         | /                    |
| 2019                                                         | I Love You                                         | 10          | —           | - ITA: Platino     | /                    |
| 2019                                                         | Turbococco                                         | 45          | —           | - ITA: Oro         | /                    |
| 2019                                                         | Hasta la vista                                     | 44          | —           |                    | /                    |
| 2019                                                         | Flashback                                          | 5           | —           | - ITA: Oro         | DNA                  |
| 2020                                                         | Boogieman (feat. Salmo)                            | 1           | —           | - ITA: Platino (2) | DNA                  |
| 2020                                                         | Good Times                                         | 1           | —           | - ITA: Platino (4) | DNA                  |
| 2020                                                         | Barcellona                                         | 23          | —           | - ITA: Platino     | DNA                  |
| 2020                                                         | Mille pare (Bad Times)                             | —           | —           |                    | DNA Deluxe X         |
| 2021                                                         | Chiagne ancora (feat. Liberato e J Lord)           | 76          | —           |                    | /                    |
| 2021                                                         | Wallah                                             | 27          | —           | - ITA: Platino     | Sensazione ultra     |
| 2022                                                         | Walo                                               | —           | —           |                    | Sensazione ultra     |
| 2022                                                         | Fortuna                                            | 24          | —           | - ITA: Platino     | Sensazione ultra     |
| 2022                                                         | Pare (feat. Madame)                                | 30          | —           | - ITA: Platino (2) | Sensazione ultra     |
| 2024                                                         | Casa mia                                           | 5           | 25          | - ITA: Platino (3) | /                    |
| 2024                                                         | Paprika                                            | 3           | —           | - ITA: Platino (3) | /                    |
| 2024                                                         | Niente panico                                      | 14          | —           | - ITA: Oro         | /                    |
| 2025                                                         | Chill                                              | 40          | —           |                    | /                    |
| "—" indica una pubblicazione non classificata in quel paese. |                                                    |             |             |                    |                      |

### Come artista ospite
| Anno                                                         | Titolo                                                                 | Classifiche | Certificazioni     | Album di provenienza |
| Anno                                                         | Titolo                                                                 | ITA         | Certificazioni     | Album di provenienza |
| ------------------------------------------------------------ | ---------------------------------------------------------------------- | ----------- | ------------------ | -------------------- |
| 2017                                                         | Bimbi (Charlie Charles feat. Izi, Rkomi, Sfera Ebbasta, Tedua e Ghali) | 3           | - ITA: Platino (2) | /                    |
| 2020                                                         | Defuera (DRD feat. Ghali, Madame e Marracash)                          | 33          | - ITA: Platino     | /                    |
| 2023                                                         | Puta (Sixpm feat. Ghali e Guè)                                         | 40          | - ITA: Oro         | /                    |
| 2023                                                         | Obladi oblada (Charlie Charles feat. Ghali, Thasup e Fabri Fibra)      | 43          |                    | /                    |
| 2023                                                         | Baba (Manal feat. Ghali)                                               | —           |                    | Arabian Heartbreak   |
| 2024                                                         | Kiss Kiss (Digital Astro feat. Ghali e Tony Boy)                       | —           |                    | /                    |
| "—" indica una pubblicazione non classificata in quel paese. |                                                                        |             |                    |                      |

## Altri brani entrati in classifica e/o certificati
| Anno | Titolo                                                        | Classifiche | Certificazioni     | Album di provenienza |
| Anno | Titolo                                                        | ITA         | Certificazioni     | Album di provenienza |
| ---- | ------------------------------------------------------------- | ----------- | ------------------ | -------------------- |
| 2016 | Dende                                                         | 63          | - ITA: Platino     | Lunga vita a sto     |
| 2017 | Ricchi dentro                                                 | 6           | - ITA: Platino (2) | Album                |
| 2017 | Lacrime                                                       | 14          | - ITA: Platino     | Album                |
| 2017 | Milano                                                        | 20          | - ITA: Oro         | Album                |
| 2017 | Ora d'aria                                                    | 37          | - ITA: Oro         | Album                |
| 2017 | Liberté                                                       | 30          | - ITA: Oro         | Album                |
| 2017 | Boulevard                                                     | 23          | - ITA: Platino     | Album                |
| 2017 | Vida                                                          | 28          | - ITA: Platino     | Album                |
| 2017 | Oggi no                                                       | 32          | - ITA: Platino     | Album                |
| 2019 | Goku (con Sick Luke)                                          | 30          |                    | Machete Mixtape 4    |
| 2020 | Giù x terra                                                   | 45          |                    | DNA                  |
| 2020 | DNA                                                           | 19          |                    | DNA                  |
| 2020 | Jennifer (feat. Soolking)                                     | 23          |                    | DNA                  |
| 2020 | 22:22                                                         | 20          | - ITA: Oro         | DNA                  |
| 2020 | Fast food                                                     | 28          |                    | DNA                  |
| 2020 | Marymango (feat. Tha Supreme)                                 | 6           | - ITA: Oro         | DNA                  |
| 2020 | Combo (feat. Mr Eazi)                                         | 57          |                    | DNA                  |
| 2020 | Extasy                                                        | 55          |                    | DNA                  |
| 2020 | Cuore a destra                                                | 47          |                    | DNA                  |
| 2020 | Scooby                                                        | 62          |                    | DNA                  |
| 2020 | Fallito                                                       | 63          |                    | DNA                  |
| 2020 | Cacao (feat. Pyrex)                                           | 9           | - ITA: Oro         | DNA                  |
| 2020 | Milf (feat. Taxi B)                                           | 30          |                    | DNA                  |
| 2022 | Free Solo (feat. Marracash)                                   | 44          |                    | Sensazione ultra     |
| 2022 | Drari (feat. Baby Gang)                                       | 95          |                    | Sensazione ultra     |
| 2023 | Sto                                                           | 100         |                    | Pizza Kebab Vol. 1   |
| 2023 | Paura e delirio a Milano (feat. Side Baby, Tony Effe e Pyrex) | 28          |                    | Pizza Kebab Vol. 1   |
| 2023 | Machiavelli (feat. Simba La Rue)                              | 39          | - ITA: Oro         | Pizza Kebab Vol. 1   |
| 2023 | Sotto controllo (feat. Luchè)                                 | 91          |                    | Pizza Kebab Vol. 1   |
| 2023 | Tanti soldi (feat. Geolier)                                   | 93          |                    | Pizza Kebab Vol. 1   |
| 2024 | Bayna                                                         | 93          |                    | Sensazione ultra     |

## Collaborazioni
| Anno                                                         | Titolo                                                        | Classifiche | Certificazioni | Album di provenienza          |
| Anno                                                         | Titolo                                                        | ITA         | Certificazioni | Album di provenienza          |
| ------------------------------------------------------------ | ------------------------------------------------------------- | ----------- | -------------- | ----------------------------- |
| 2011                                                         | Giorni (Fedez feat. Ghali)                                    | —           |                | Il mio primo disco da venduto |
| 2012                                                         | Follow Me (Gué Pequeno feat. Ghali)                           | —           |                | Fastlife Mixtape Vol. 3       |
| 2012                                                         | Non dirlo a tua mamma (GionnyScandal feat. Ghali)             | —           |                | Scandaland                    |
| 2013                                                         | Una poltrona per 6 (GionnyScandal feat. Ghali)                | —           |                | /                             |
| 2013                                                         | #Cheffigo (Sfera Ebbasta feat. Ghali)                         | —           |                | Emergenza Mixtape Vol. 1      |
| 2015                                                         | Gucci Mane (Paskaman feat. Ghali e Sfera Ebbasta)             | —           |                | /                             |
| 2017                                                         | Fifty Fifty (Tedua feat. Ghali)                               | —           |                | Orange County California      |
| 2017                                                         | Tristi (Lacrim feat. Ghali)                                   | —           |                | Force & honneur               |
| 2018                                                         | Ne è valsa la pena (Capo Plaza feat. Ghali)                   | —           |                | 20                            |
| 2018                                                         | Plan B (Soprano feat. Ghali)                                  | —           |                | Phœnix                        |
| 2018                                                         | Parku i lojrave (Noizy feat. Ghali)                           | —           |                | /                             |
| 2019                                                         | Boogie Nights (Rkomi feat. Ghali)                             | 15          |                | Dove gli occhi non arrivano   |
| 2019                                                         | Vossi Bop (Stormzy feat. Ghali)                               | —           |                | /                             |
| 2019                                                         | Antisocial (Ed Sheeran feat. Travis Scott e Ghali)            | —           |                | /                             |
| 2020                                                         | Pour toujours (Tedua feat. Ghali e Dargen D'Amico)            | 14          | - ITA: Oro     | Vita vera mixtape             |
| 2020                                                         | Scat Men (Achille Lauro feat. Ghali e Gemitaiz)               | 23          | - ITA: Oro     | 1990                          |
| 2022                                                         | Hentai (Sick Luke feat. Ghali e Tony Effe)                    | 14          |                | X2                            |
| 2022                                                         | Compliqué (Rhove feat. Ghali e Shiva)                         | 29          | - ITA: Platino | Provinciale                   |
| 2022                                                         | Diavolo (The Night Skinny feat. Ghali, Rkomi, Tedua e Bnkr44) | 6           | - ITA: Oro     | Botox                         |
| 2022                                                         | Cell (Rondodasosa feat. Ghali e Rose Villain)                 | 89          |                | Trenches Baby                 |
| 2023                                                         | Alo Alo (Noizy feat. Ghali, Lacrim e Rayvanny)                | —           |                | Alpha                         |
| 2023                                                         | Tiffany (Baby Gang feat. Ghali)                               | —           |                | Innocente                     |
| 2023                                                         | Bus Freestyle (Sadturs e Kiid feat. Ghali)                    | —           |                | No Regular Music              |
| 2023                                                         | RSQ8 (MV Killa feat. Ghali)                                   | —           |                | Fede II                       |
| 2024                                                         | Soldi a casa (Simba La Rue feat. Ghali)                       | 12          | - ITA: Oro     | Tunnel                        |
| 2024                                                         | GTA (Tony Effe feat. Ghali)                                   | 28          |                | Icon                          |
| 2024                                                         | Weekend (Sadturs e Kiid feat. Ghali e Artie 5ive)             | —           |                | No Regular Music (Deluxe)     |
| 2024                                                         | Ghetto Superstar (Lazza feat. Ghali)                          | 3           | - ITA: Oro     | Locura                        |
| 2024                                                         | Piuuuuuuuuuuuuu (Digital Astro feat. Ghali)                   | —           |                | Astro                         |
| 2024                                                         | Cos'hai detto? (Simba La Rue feat. Ghali)                     | 37          |                | Esci dal tunnel               |
| 2025                                                         | Kalispera (Guè feat. Ghali e Tony Effe)                       | 28          |                | Tropico del Capricorno        |
| 2025                                                         | Abracadabra (Soolking feat. Ghali)                            | —           |                | Africa Jungle pt. 1           |
| 2025                                                         | Maneskin (Sadturs e Kiid feat. Ghali e Shiva)                 | 7           |                | No Regular Music 2            |
| 2025                                                         | Server (Sadturs e Kiid feat. Thasup e Ghali)                  | 35          |                | No Regular Music 2            |
| "—" indica una pubblicazione non classificata in quel paese. |                                                               |             |                |                               |

## Autore per altri artisti
| Anno | Titolo | Artista                   | Album di provenienza |
| ---- | ------ | ------------------------- | -------------------- |
| 2023 | Hoe    | Tedua feat. Sfera Ebbasta | La Divina Commedia   |

## Video musicali
| Anno | Titolo         | Regista/i                                 |
| ---- | -------------- | ----------------------------------------- |
| 2015 | Optional       | The Astronauts                            |
| 2015 | Cazzo mene     | The Astronauts                            |
| 2015 | Mamma          | Alessandro Murdaca                        |
| 2015 | Non lo so      | Alessandro Murdaca                        |
| 2015 | Sempre me      | Jamie Robert Othieno e Alessandro Murdaca |
| 2015 | Marijuana      | Jamie Robert Othieno e Alessandro Murdaca |
| 2016 | Vai tra        | Jamie Robert Othieno e Alessandro Murdaca |
| 2016 | Dende          | Alessandro Murdaca                        |
| 2016 | Wily Wily      | Martina Pastori                           |
| 2016 | Ninna Nanna    | Martina Pastori                           |
| 2017 | Happy Days     | Matthew Dillon Cohen                      |
| 2017 | Habibi         | Matthew Dillon Cohen                      |
| 2018 | Cara Italia    | Iacopo Carapelli                          |
| 2018 | Ricchi dentro  | Iacopo Carapelli                          |
| 2018 | Zingarello     | Haine Art                                 |
| 2019 | I Love You     | Tiziano Russo                             |
| 2019 | Turbococco     | Giulio Rosati & ACID Enrico               |
| 2019 | Goku           | Giulio Rosati                             |
| 2019 | Flashback      | Giulio Rosati                             |
| 2020 | Boogieman      | Giulio Rosati                             |
| 2020 | Good Times     | Giulio Rosati                             |
| 2020 | Marymango      | Stefano Colferai e Giulio Rosati          |
| 2020 | MILF           | Giulio Rosati                             |
| 2020 | Barcellona     | Giulio Rosati                             |
| 2021 | Chiagne ancora | Argo                                      |
| 2021 | Wallah         | Moncef Henaien                            |
| 2022 | Pare           | Davide Vicari                             |
| 2024 | Casa mia       | Lorenzo Sorbini                           |
| 2024 | Paprika        | Lorenzo Sorbini                           |
| 2024 | Niente panico  | Damiano e Fabio D'Innocenzo               |
| 2025 | Chill          | Amedeo Zancanella                         |